# 329

## Родени
- Григорий Богослов, християнски светец.